# 触觉反馈套装
触觉反馈套装（也称为触觉背心）是一种能够为身体提供触觉反馈的可穿戴设备。

## 历史
历史上的触觉反馈套装包括Aura Interactor套装（1994），HugShirt套装（2002），HAPTIKA套装（2015），Nullspace套装（2016），NeoSensory exoskin套装（2018）等。

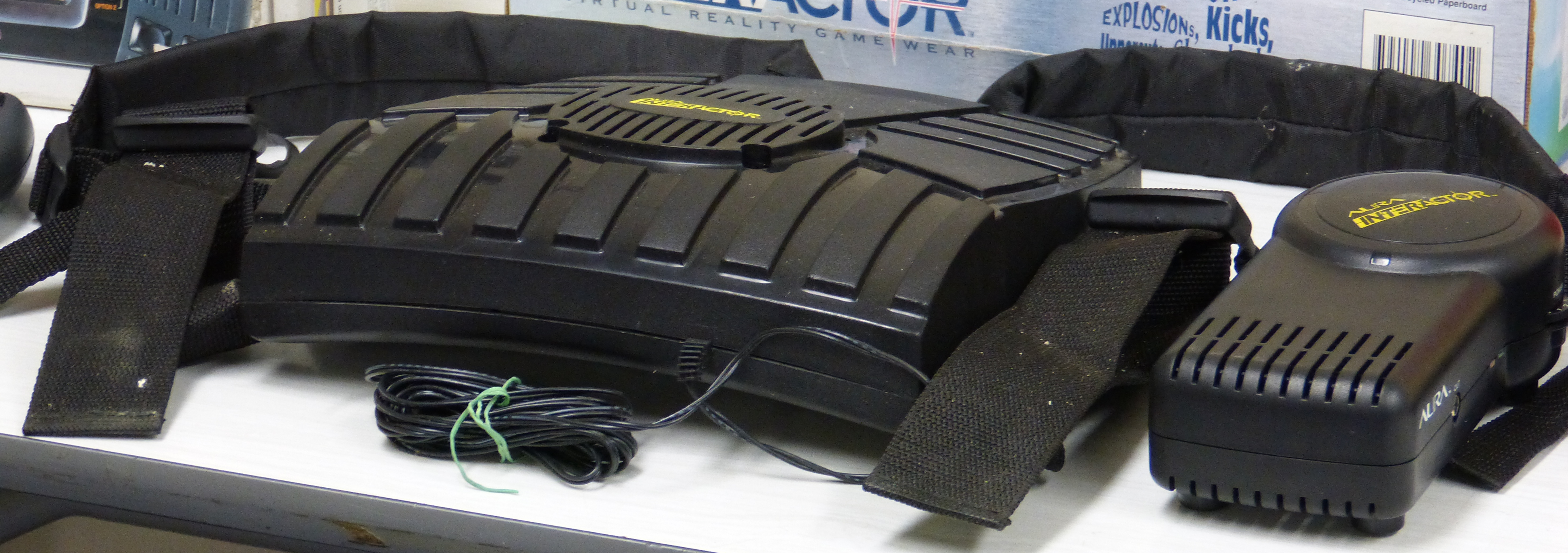
Aura Interactor触觉背心

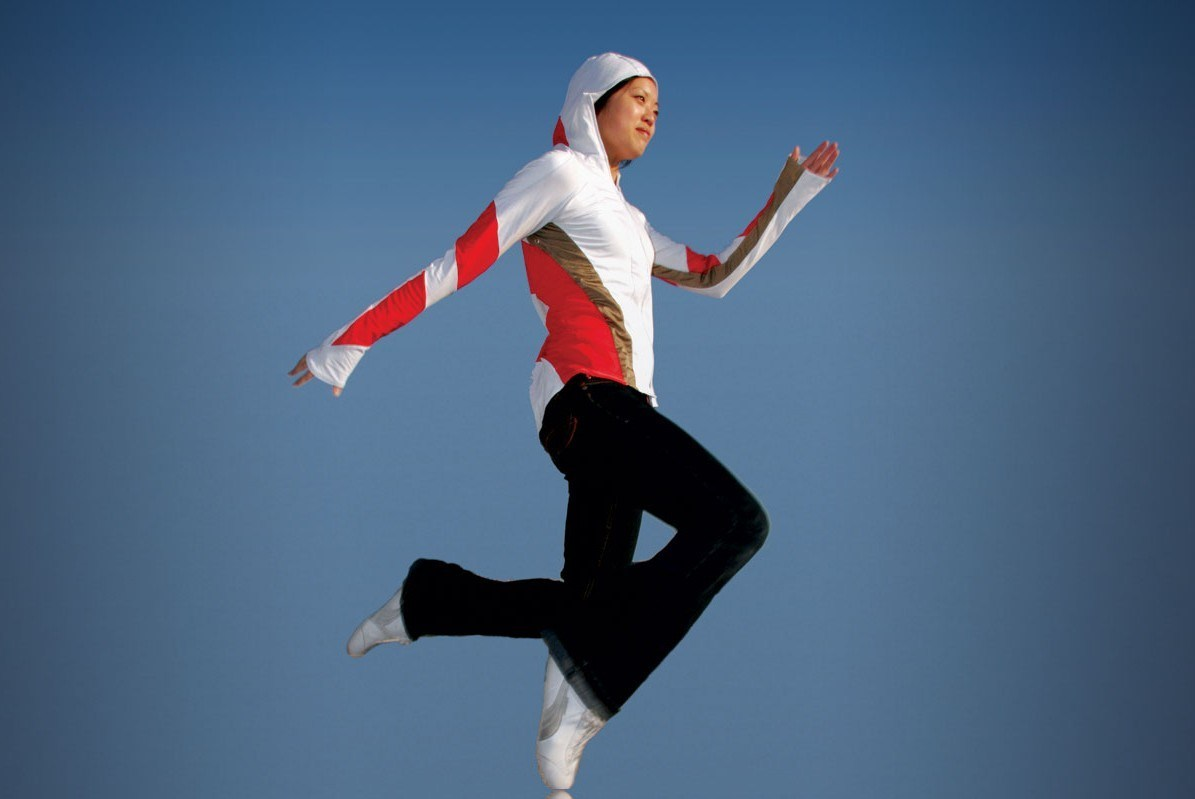
HugShirt (2002) ，一款用于远程触摸传输的触觉反馈服装

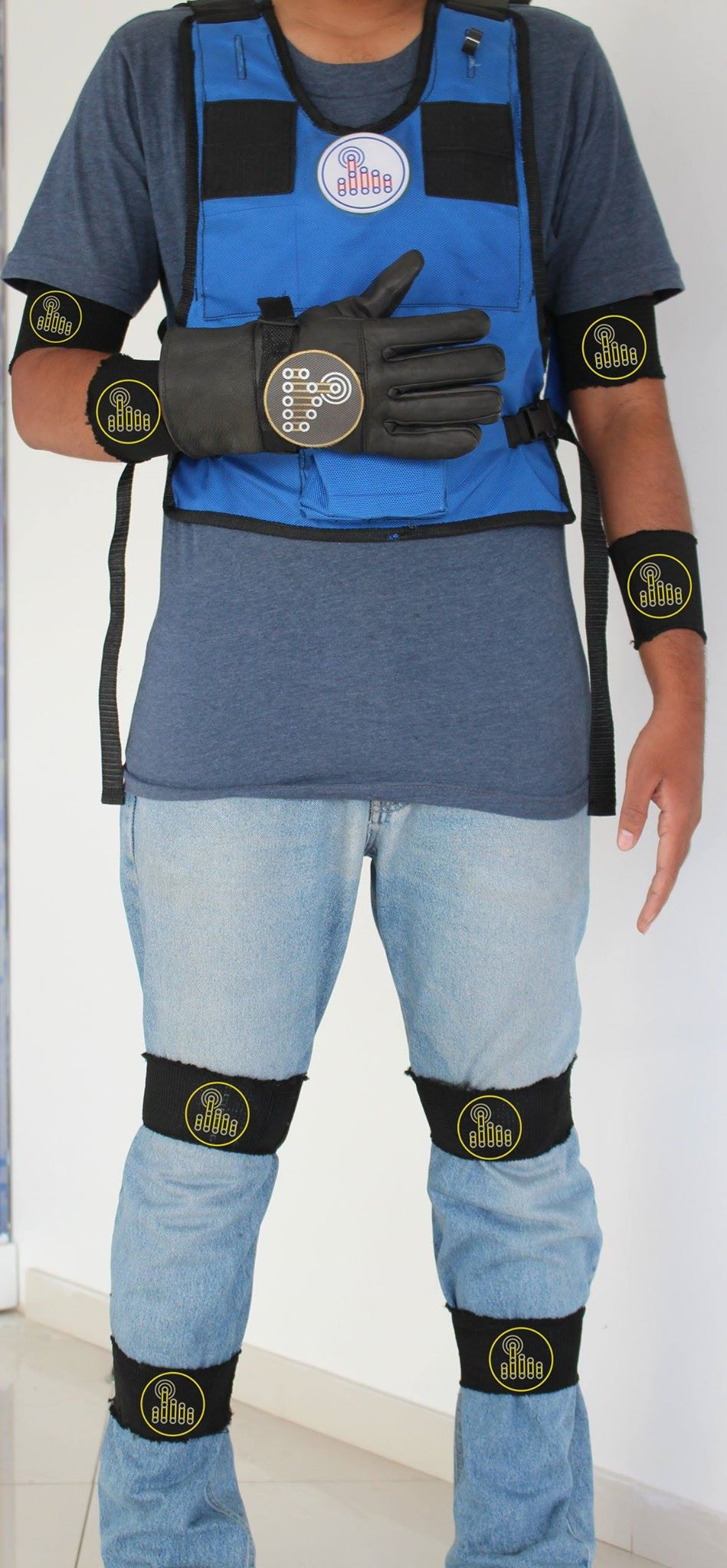
HAPTIKA 触觉反馈套装

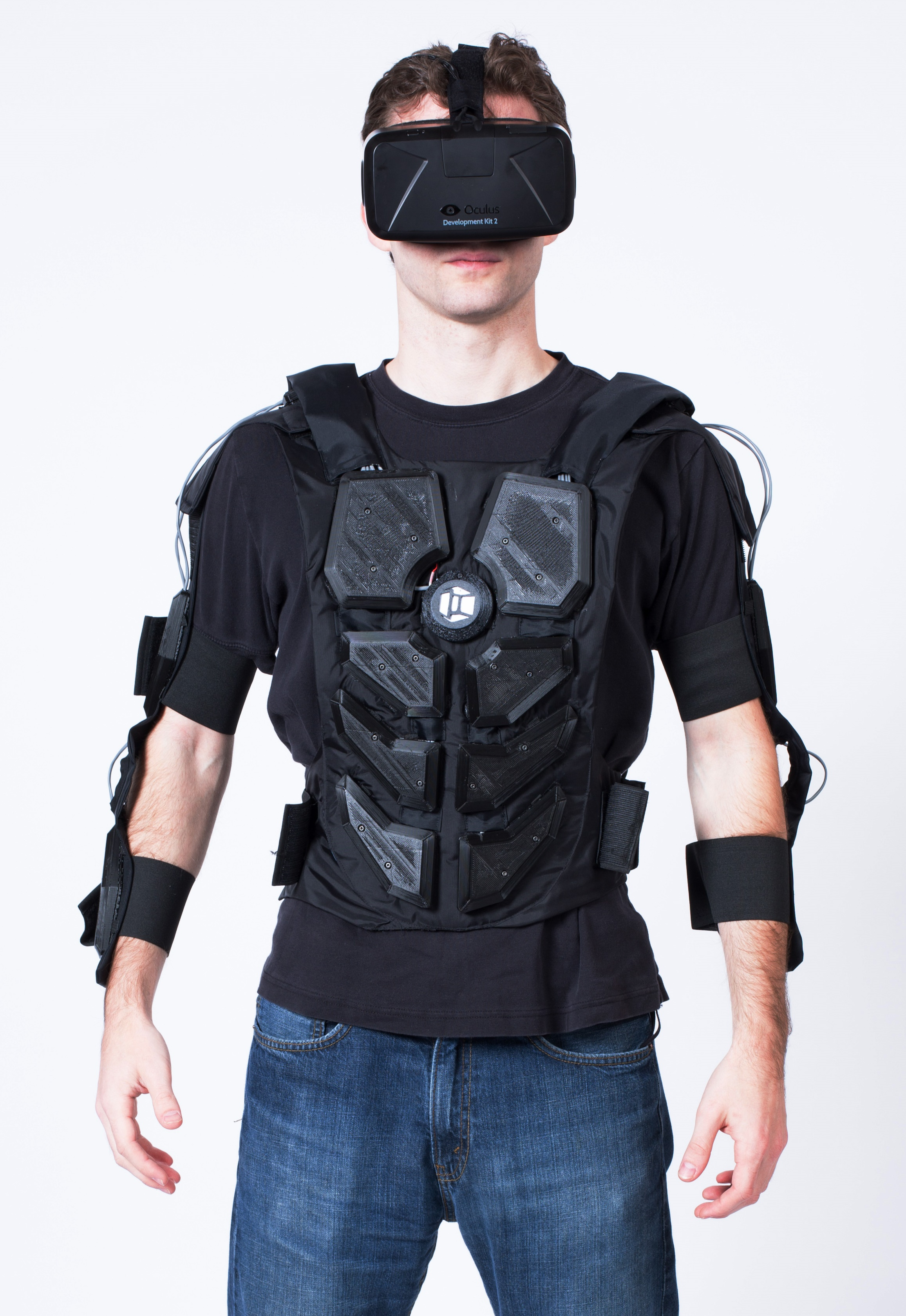
NullSpace VR Mark 2触觉反馈套装